# Subotica
Subotica (Servisch: Суботица; Hongaars: Szabadka, voorheen: Maria-Theresiopel) is een stad en gemeente in Servië, in het uiterste noorden van de Bačka (het centrale deel van de Vojvodina), aan de grens met Hongarije. De gemeente telt 141.554 inwoners (2011). In de stad wonen circa 100.000 personen.

## Gemeente Subotica
De gemeente bestaat uit de volgende kernen (waar de Hongaarse naam wordt genoemd zijn de Hongaren in de meerderheid):
- Subotica (Hongaars: Szabadka),
- Palić (Hongaars: Palicsfürdő),
- Hajdukovo (Hongaars: Hajdújárás),
- Bački Vinogradi (Hongaars: Bácsszőlős of Királyhalom),
- Šupljak (Hongaars: Alsóludas),
- Čantavir (Hongaars: Csantavér),
- Bačko Dušanovo (Hongaars: Zentaörs),
- Kelebija (Hongaars: Alsókelebia).
- Bajmok,
- Višnjevac,
- Novi Žednik,
- Mišićevo.
- Mala Bosna,
- Đurđin,
- Donji Tavankut,
- Gornji Tavankut,
- Bikovo,
- Stari Žednik,
- Ljutovo.

## Geschiedenis

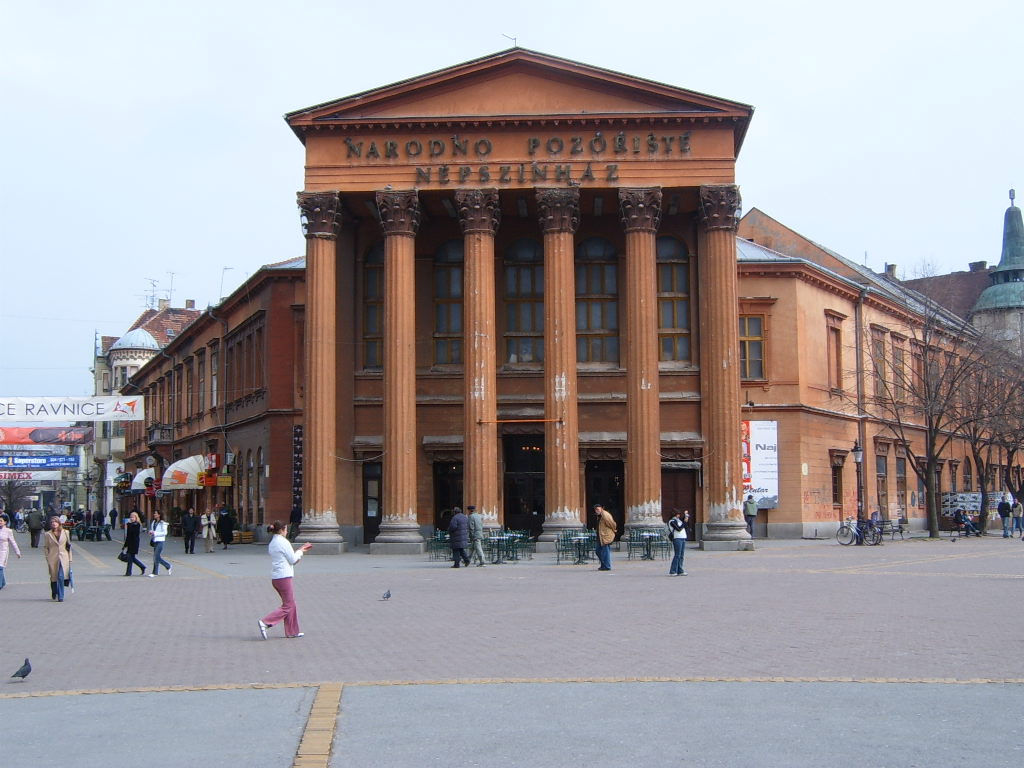
Het oude theater voor de vernietiging

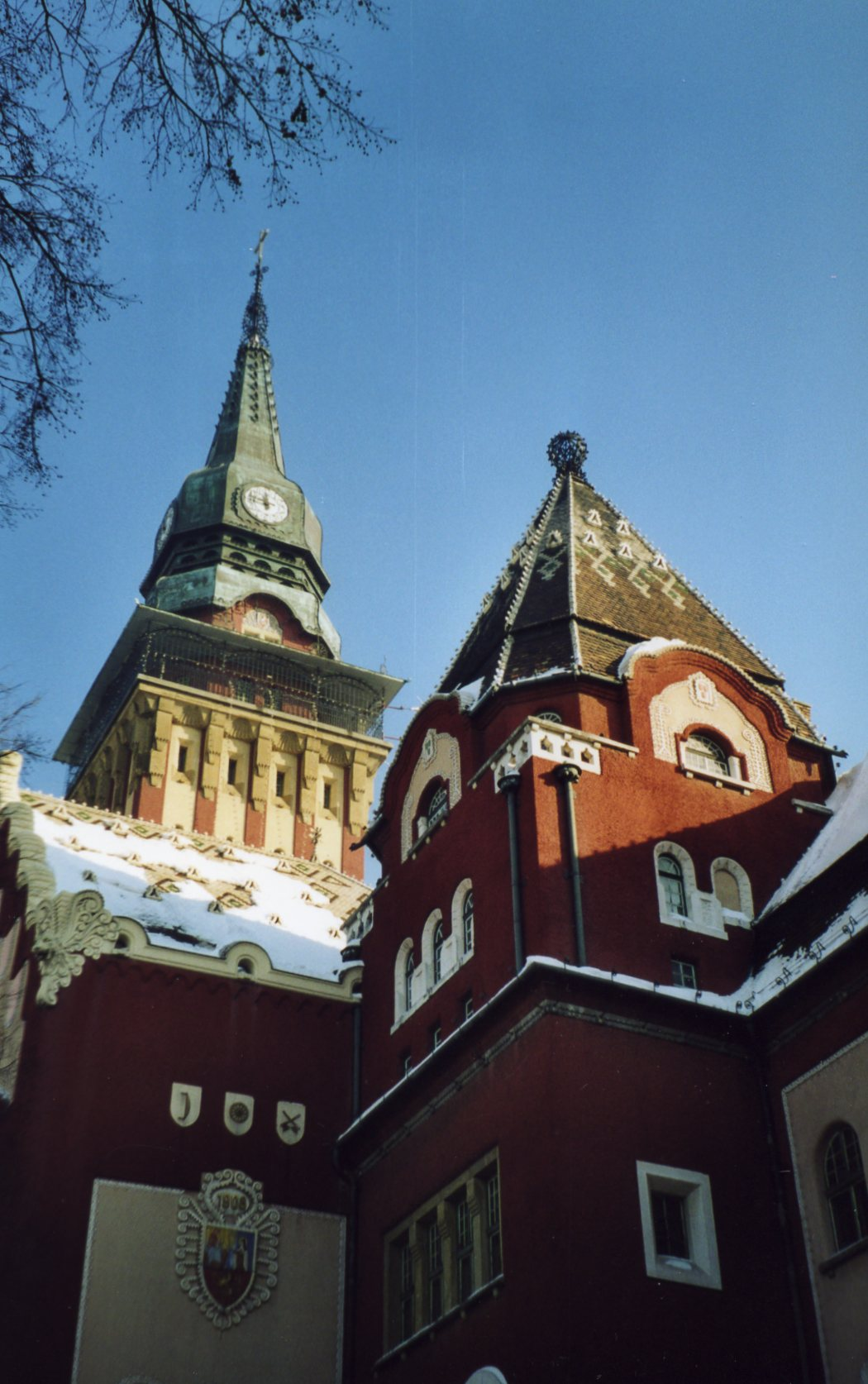
Stadhuis

De stad wordt voor het eerst in het jaar 1391 genoemd onder de naam Zabotka of Zabadka in Hongaarse geschriften. De stad was onderdeel van het historische koninkrijk Hongarije. Van de periode daarna is bekend dat de familie Hunyadi de grootgrondbezitter en heer van de stad was. In 1526 komt de plaats in handen van het Ottomaanse rijk. De Turken verwoesten het gehele gebied en van de Hongaarse bevolking blijft amper iets over.
De stad, die in een vruchtbare vlakte ligt, ontwikkelde zich pas weer na de Turkse tijd: in 1686 kwam de stad in Oostenrijkse handen. Keizerin Maria Theresia gaf haar in 1779 de status van vrije koninklijke stad (die Novi Sad in 1748 ook gekregen had). De bevolking bestaat daarna vooral uit Katholieke kolonisten, Hongaren en vooral ook Slavische kolonisten met een Katholieke achtergrond. Hierbij voegen zich later ook vluchtelingen uit de nog bezette Ottomaanse gebieden met een Orthodoxe achtergrond. De stad wordt simpelweg Mariapolis genoemd.
Tijdens de Hongaarse opstand van 1848 en 1849 vecht de gehele bevolking (ook het Slavische deel) voor de Hongaarse zaak. Uiteindelijk wordt in 1867 een compromis bereikt en wordt Hongarije semi-onafhankelijk binnen De Oostenrijks-Hongaarse monarchie.
In de tijd van de dubbelmonarchie wordt de stad steeds Hongaarser. Ondanks verdergaande Servische import wordt de stad vandaag de dag nog steeds voor 50% door Hongaren bewoond (waarmee het een van de meest Hongaarse grote steden buiten Hongarije is). In 1920 kwam Subotica door het Verdrag van Trianon aan Joegoslavië. Het was toen de derde stad van het land (na Belgrado en Zagreb).
De bloeitijd van de stad lag tussen het midden van de negentiende eeuw (toen ze een spoorwegknooppunt werd) en 1920 (toen ze een grensstad werd). Dat is goed zichtbaar in de binnenstad, die wordt gekarakteriseerd door uitbundige gebouwen in Hongaarse jugendstil. De opvallendste vertegenwoordigers daarvan zijn het buitengewoon grote stadhuis uit 1908-1910 van de architecten Marcell Komor en Dezső Jakab, de synagoge uit 1902 van dezelfde architecten en het Raichlehuis, dat is voorzien van ornamenten in keramiek uit de fabriek van Zsolnay in Pécs. De overdadige stijl van Subotica kan niet iedereen bekoren: Claudio Magris schrijft er in zijn beroemde boek Donau het volgende over: "Het lijkt een fascinerend onechte en tegen de goede smaak zondigende stad. De onechtheid schijnt de poëzie van Subotica te zijn."
Van de gemengde bevolking van Subotica moeten in het bijzonder de Boenjewatsen vermeld worden: dit is een Kroatische etnische subgroep, die zich in de Oostenrijkse tijd in de stad en haar omgeving vestigden.
Subotica is de meest Katholieke stad van Servie (70% is Rooms Katholiek) en is de zetel van het Bisdom Subotica.
Sinds 2013 heeft de stad na 8 jaar weer een Hongaarse burgemeester; Jenő Maglai van de Alliantie van Hongaren in Vojvodina.
Subotica was de geboorteplaats van de Servische schrijver Danilo Kiš en de Hongaarse schrijver Dezső Kosztolányi.

## Bevolking

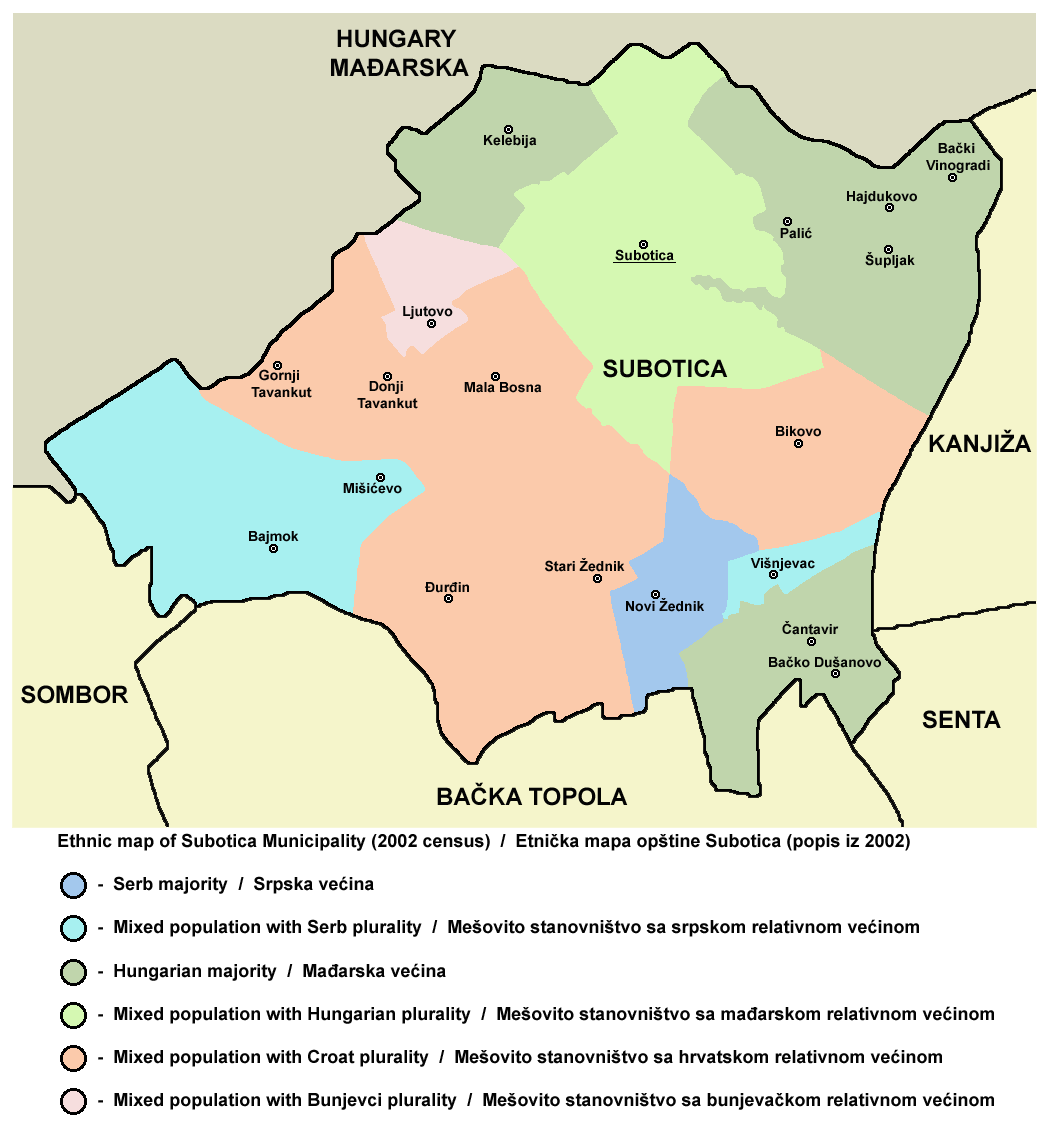
Etnische kaart van de gemeente Subotica (2002)

De bevolking van de gemeente Subotica is etnisch zeer gemengd. De grootste groep wordt gevormd door de Hongaren (zie: Hongaarse minderheid in Servië), gevolgd door de Serviërs en de Kroaten.
Gemeente Subotica
De gemeente Subotica had in 2011 141.554 inwoners waarvan:
- Hongaren: 50.469 (35,65%)
- Serviërs: 38.254 (27,02%)
- Kroaten: 14.151 (10,00%)
- Boenjewatsen: 13.553 (9,57%)
- Overige nationaliteiten: 25.127 (17,76%)

Stad Subotica
De stad Subotica had in 2011 97.910 inwoners waarvan:
- Hongaren = 34.511 (32.66%)
- Serviërs = 31.558 (29.86%)
- Kroaten = 9.698 (9.18%)
- Boenjewatsen = 9.236 (8.74%)
- Joegoslaven = 2.728 (2.58%)
- Roma = 2.586 (2.45%)
- Overigen

Tot en met de volkstelling van 1961 waren de Hongaren een absolute meerderheid (50,2% in 1961). Tot op de dag van vandaag zijn de Hongaren de groep met een relatieve meerderheid.

## Politiek
De gemeenteraad van Subotica bestaat na de verkiezingen van 21 juni 2020 uit de volgende partijen:
- SPS - Servische progressieve partij 41,72% - 31 zetels
- Alliantie van Hongaren in Vojvodina 29,43% - 22 zetels
- Burgerbeweging Subotica 6,21% - 4 zetels
- Servische Socialistische Partij - 5,29% - 4 zetels
- Front voor Vojvodina 5,15% - 3 zetels
- Partij van Boenjewatzen in Backa 3,05% - 2 zetels
- Russische Partij - 1 zetel

## Stadsdelen

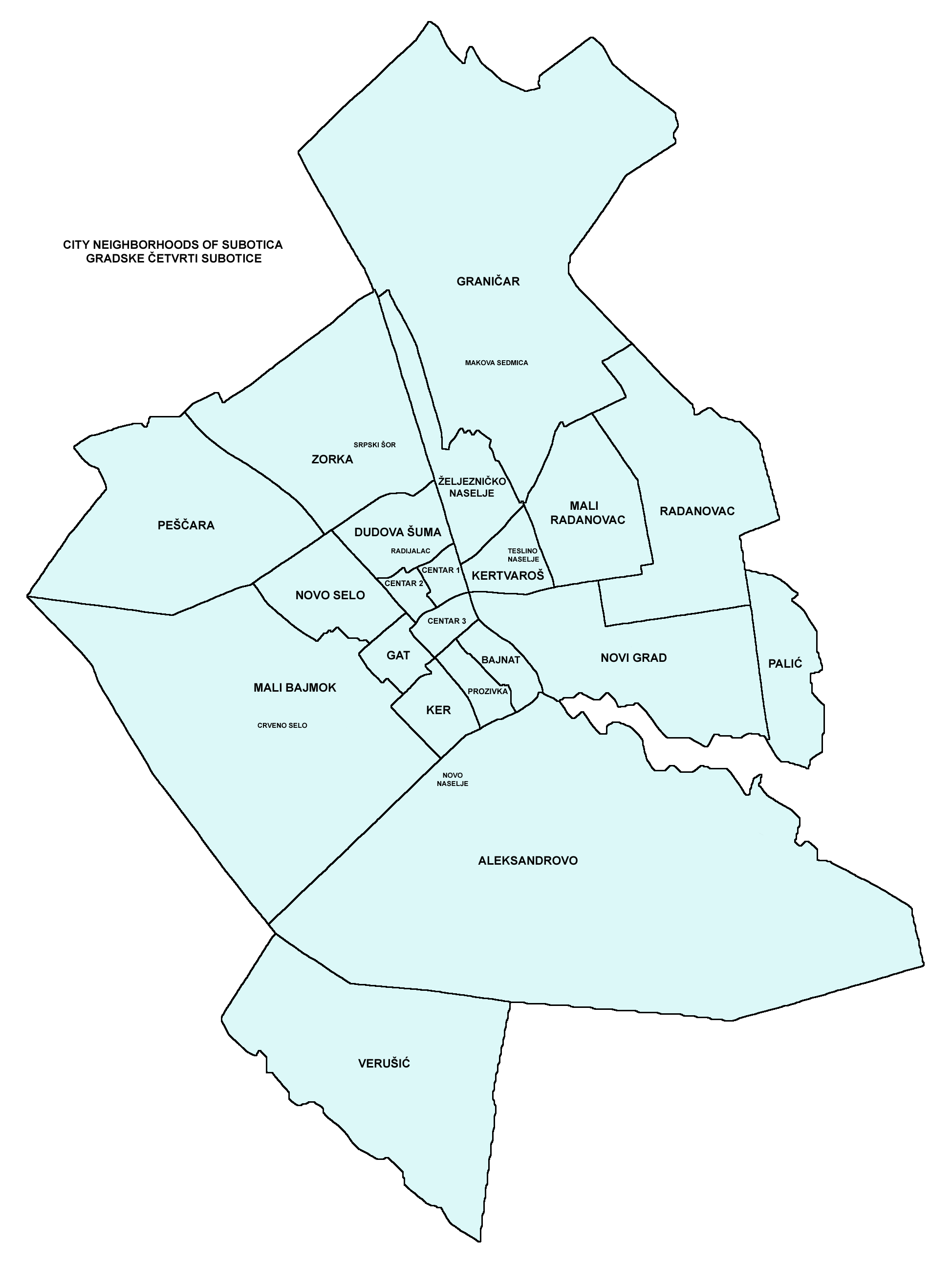

De stad bestaat uit 20 wijken: (Servische en Hongaarse namen)
- 1 Bajnat - Bajnát
- 2 Gat - Gát
- 3 Graničar - Határőr
- 4 Kertvaroš - Kertváros
- 5 Ker - Kér
- 6 Mali Bajmok - Kisbajmok
- 7 Mali Radanovac - Kisradanovác
- 8 Centar I Központ I.
- 9 Centar II Központ II.
- 10 Centar III Központ III.
- 11 Makova sedmica - Makkhetes
- 12 Peščar - Bajai szőlők
- 13 Prozivka - Prozivka
- 14 Radanovac - Radanovác
- 15 Dudova šuma - Sétaerdő
- 16 Aleksandrovo - Sándor
- 17 Novo Slo - Újfalu
- 18 Novi Grad - Újváros
- 19 Željezničko naselje - Vasutastelep
- 20 Zorka - Zorka

## Onderwijs
Subotica herbergt drie faculteiten van de Universiteit van Novi Sad:
- Faculteit Economie
- Faculteit Civiele Techniek
- Faculteit Hongaarse Pedagogiek

## Media
In de stad verschijnt het dagblad Magyar Szó. Verder is er een regionaal Hongaarstalig radio en televisiestation: Pannon RTV.

## Sport
FK Spartak Subotica is de betaaldvoetbalclub van Subotica.

## Partnersteden
- Namen (België)
- Olomouc (Tsjechië)
- Tilburg (Nederland)

## Geboren
- Dezső Kosztolányi (1885), Hongaarse schrijver
- Danilo Kiš (1935), Joegoslavische schrijver
- Péter Lékó (1979), Hongaarse schaker
- Marko Dmitrović (1992), Joegoslavische (Servische) voetballer
- Ernö Kiraly (1919), Hongaarse componist

## Galerij

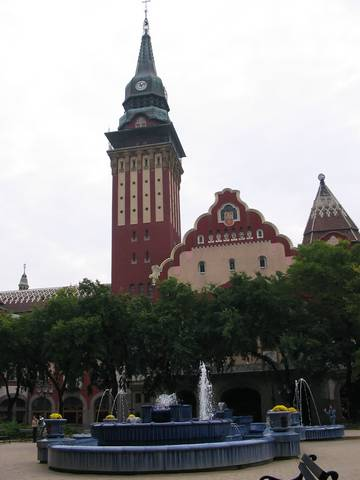
Subotica - Stadhuis
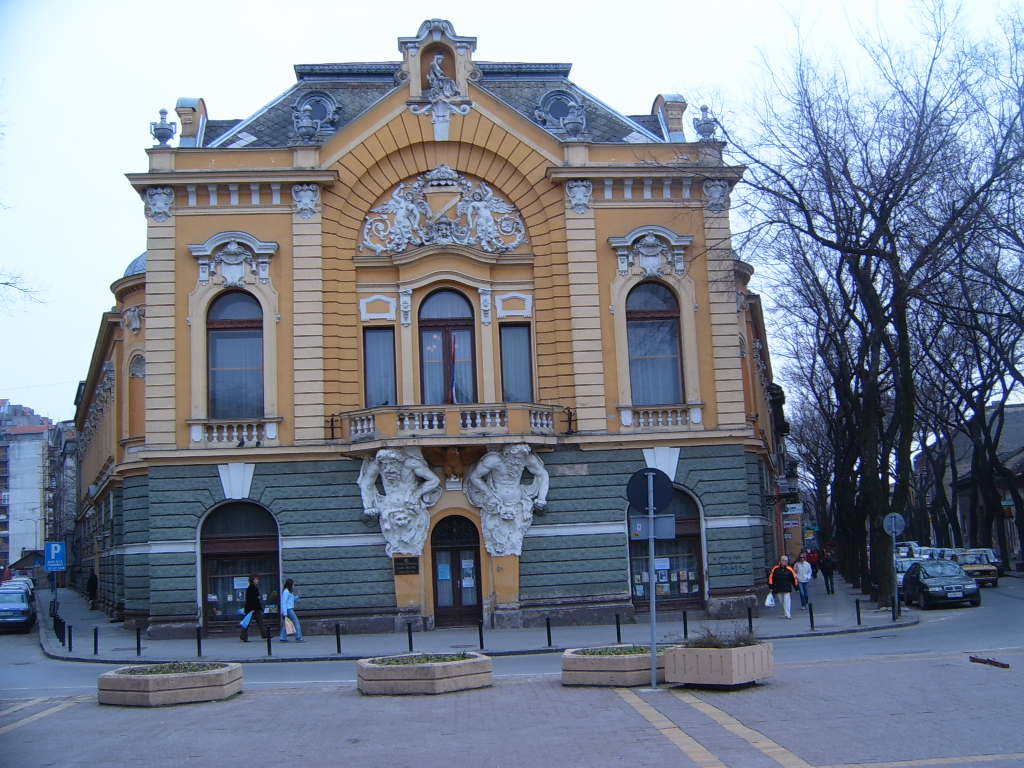
Bibliotheek
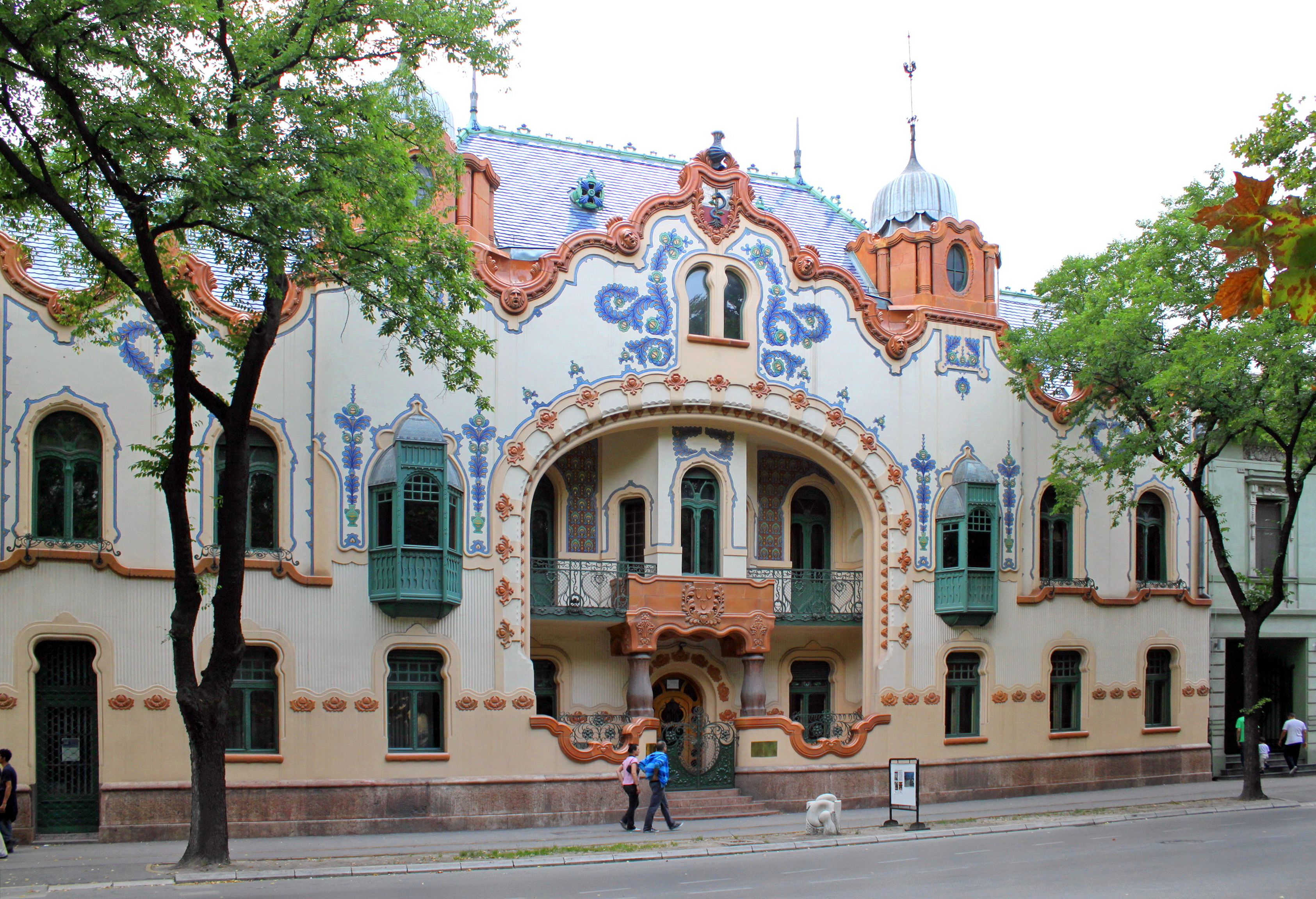
Raichlehuis
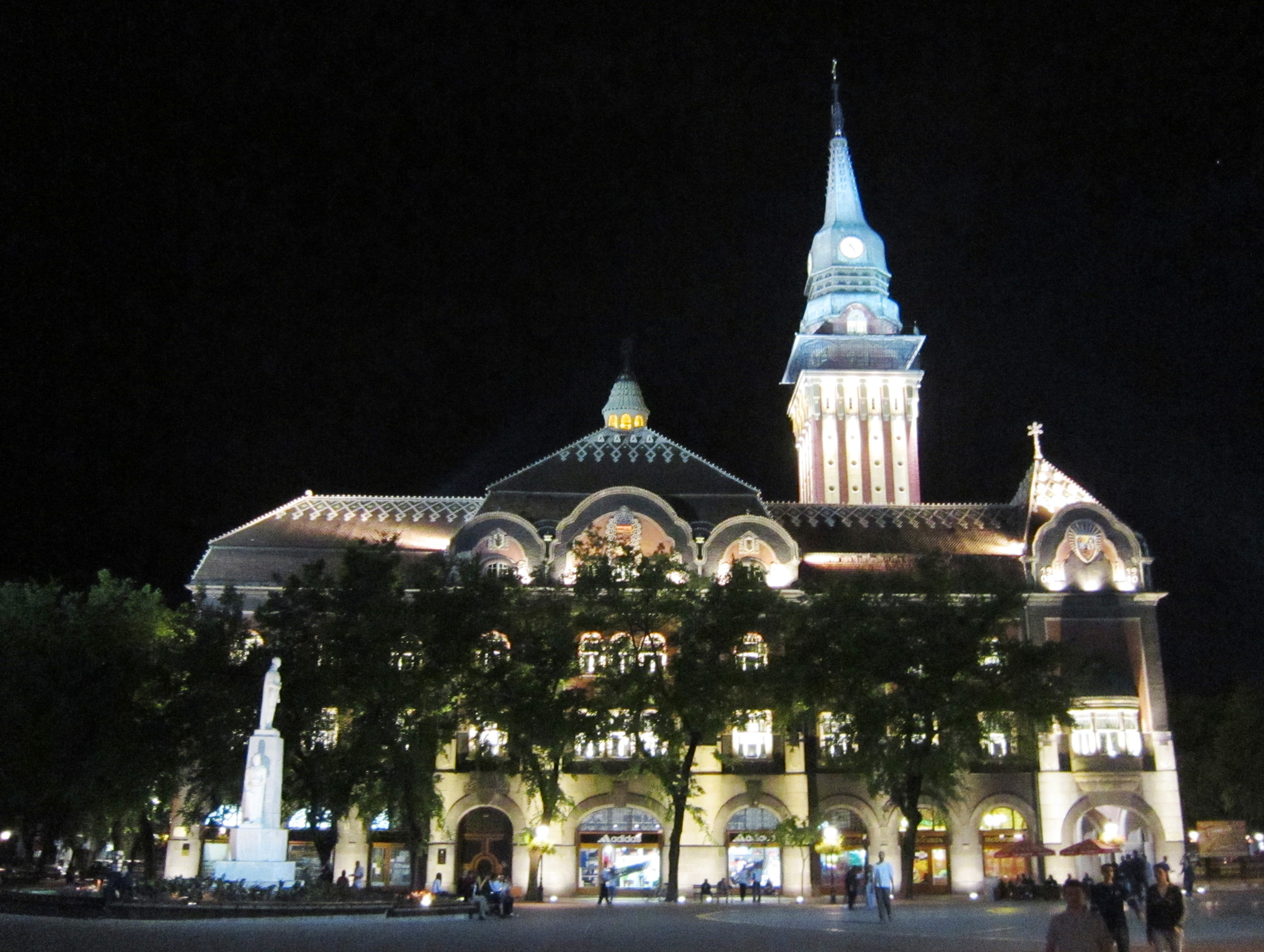
Stadhuis mooi verlicht in het donker
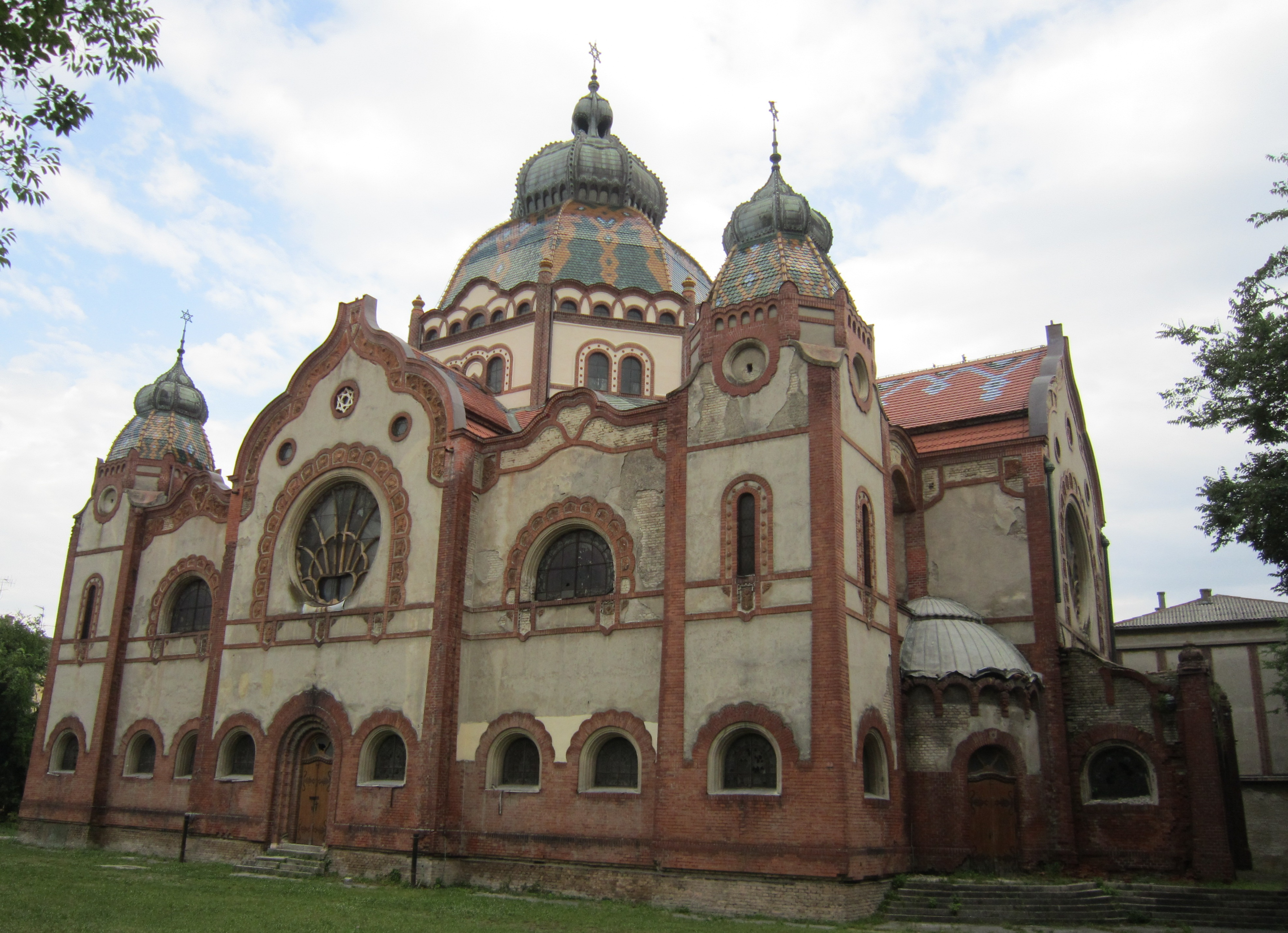
De synagoge